# 다케사토촌 (야마나시현)
다케사토촌(武里村)은 야마나시현 기타코마군에 있던 촌이다. 현재의 호쿠토시 남부, 가마나시강 오른쪽 기슭, 주오본선 히노하루역의 남쪽일대에 해당한다.

## 역사
- 1889년 7월 1일 - 정촌제 시행에 의해 다케사토촌이 단독으로 지자체를 형성하였다.
- 1933년 4월 1일 - 신토미촌과 합병해 무카와촌이 성립하여, 동일 다케사토촌은 폐지되었다.

## 참고문헌
- 角川日本地名大辞典 19 山梨県